# Giuliano Venturini
Giuliano Venturini (Magasa, 16 ottobre 1820 – Bezzecca, 26 maggio 1890) è stato un patriota e scrittore italiano.

## Biografia
Nacque a Magasa il 16 ottobre del 1820 da Giovanni Andrea "Bobe", di professione esattore, e Maria Pelizzari, casalinga. Compì i suoi primi studi nel seminario-ginnasio di Santa Giustina di Salò e l'università di Padova, ove si iscrisse alla Facoltà medico chirurgica nell'anno accademico 1844-1845 e si laureò il 16 agosto 1849.
Di idee politiche filo italiane, la mattina del 25 aprile del 1848, nel corso della prima guerra di indipendenza, si adoperò per l'annessione al governo provvisorio bresciano di Magasa e accolse i sedici volontari dei Corpi Franchi che al comando del capitano Bartolomeo Chignola e del sergente Salamini di Gargnano. Il 21 aprile del 1850 fu assunto come medico chirurgo condotto in Valvestino e dal Comune di Magasa, con il quale stipulò un contratto di tre anni per un compenso di 650 fiorini annui “in buona moneta d'oro, e d'argento”.
Nel 1850 compare capocomune di Magasa in un atto prodotto presso il Giudizio distrettuale di Tione riguardante il rimborso dei danni dell'alluvione dell'agosto Il 3 agosto del 1855 pubblicava in un manifesto rivolto a tutti gli abitanti della Val Vestino le istruzioni sanitarie contro il propagarsi del “Colera Morbus”. Nel 1854 per ordine della Regia Imperiale Pretura di Condino si adoperò all'investigazione per l'omicidio del contadino Pietro Bertola in località Fornèl ad opera della famiglia Tosetti della Costa di Gargnano, mentre nel maggio 1858 risultò sostituto nell'incarico comunitario dal sindaco Mazza.
Nel 1859 durante la seconda guerra di indipendenza informava con una lettera l'ingegner Domenico Riccobelli, noto patriota di Vestone, sulla presenza di un contingente di truppe austriache sulle montagne della Val Vestino.
Il 20 maggio del 1862, come capocomune, sollecitava il Comando del 1º Reggimento Cacciatori Tirolesi di Innsbruck di porre in congedo permanente il “cacciatore di lungo corso” Matteo Gottardi detto Pan o Feltrì (1833-1904) per la morte del padre avvenuta nel mese di marzo. Nello stesso anno assunse la condotta medico chirurgica di Bezzecca, Pieve di Ledro, Locca, Enguiso e Lenzumo quest'ultimi tre comuni detti della Val di Concei in Valle di Ledro e affiancò il dottor Pietro Oliari detto Dottòr (n.1811), medico condotto a Tiarno di Sotto, di Sopra e deputato della Dieta di Innsbruck, nella cura della popolazione ledrense. Qui sposò Luigia Zecchini (+1875) dalla quale ebbe due figli, Maria (+1876) e Giuseppe detto Beppino. Fu di idee politiche filo-italiane, ma non le professò mai pubblicamente.
Nel luglio del 1866 durante la terza guerra di indipendenza fu testimone oculare degli aspri combattimenti fra garibaldini e soldati austriaci nella battaglia di Pieve di Ledro e, nella battaglia di Bezzecca, prestò la sua opera nella cura dei feriti d'ambo le parti. Il 19 luglio prese in consegna e curò, a Pieve di Ledro, tre soldati austriaci gravemente feriti nello scontro sostenuto il giorno precedente con i volontari del 2º Reggimento Volontari Italiani e curò pure il collega medico militare del 5º Reggimento volontari, che contuso alla testa e al collo, “il 21 a Bezzecca venne trasportato da Meriggi in casa del Dottore di Bezzecca. Egli si ricorda appena della circostanza che Cesare gli aveva prodigate le prime cure ma non seppe dirci di lui altro, che, se rimase in quella casa, doveva senza dubbio esser stato fatto prigioniero. Fin ora adunque non ebbimo altre nuove ed è impossibile di qui averne…”, così scrisse nelle sue memorie un garibaldino. Collaborò con il dottore svizzero Louis Appia che era assistito nel suo compito da altri quattro medici svizzeri e da otto infermiere, tra le quali l'inglese Jesse White, moglie del capitano Alberto Mario, e la consorte di Enrico Albanese, medico personale di Garibaldi.
Angustiato dai crediti non riscossi da alcuni residenti di Valle, nel 1880 intraprese un'azione giudiziaria presso la Pretura di Pieve di Ledro contro Bernardo Donati e Domenica Canali di Legos chiedendo il recupero degli stessi con l'asta giudiziaria dei loro beni.
Morì a Bezzecca dopo lunga e sofferta malattia il 26 maggio del 1890.

### La misteriosa scomparsa della cartella del Prestino nazionale
Il 26 agosto del 1854 l'imperatore Francesco Giuseppe d'Austria emanò la sottoscrizione di un Prestito nazionale volontario per favorire le attività pubbliche statali chiedendo espressamente alla popolazione dell'impero, la partecipazione con l'acquisto di cartelle statali, consistenti in determinati prezzi e di rendite assicurate per ogni capitale versato. Il pagamento durava 5 anni per un totale di 10 rate versate. 
Il dottor Giuliano Venturini, tra il 13 e il 19 agosto aderì al prestito versando una prima somma di 150 fiorini imperiali. Ben presto denunciò presso l'autorità giudiziaria di Condino la scomparsa del certificato attestante il versamento effettuato. Nel novembre dello stesso anno la "Gazzetta del Tirolo Italiano" pubblicò in un articolo l'avviso: "N° 5943. Si porta a pubblica notizia, che chiunque possedesse il certificato del Prestito nazionale n°335 rilasciato dall'I.r. Ufficio delle imposte di Condino al signor dott. Giuliano Venturini di Magasa lo deve presentare entro 6 mesi da oggidì a questo I.r. Giudizio distrettuale venendo in difetto un tal documento annunziato o dichiarato privo di qualunque siasi effetto legale. 
Dall'I.r. Giudizio distrettuale di Condino. 28 novembre 1854. Giovannelli.". A Magasa aderirono al Prestito 18 abitanti versando all'ufficio imposte 930 fiorini mentre nella Val Vestino nel comune di Turano 5 abitanti versando 470 fiorini, una persona a Armo con 60 fiorini, due a Bollone con 40 fiorini, due a Moerna con 40 fiorini e infine una a Persone con 40 fiorini.

## Scritto
- Nel 1883 scrisse anonimamente per evitare la censura dell'autorità austriaca: “Cenni sui combattimenti principali seguiti in Val di Ledro nella guerra 1866, scritti da un testimone oculare” che sarà pubblicato da Cesare Battisti nel 1906 in “Vita Trentina” quale supplemento per gli abbonati del giornale “Il Popolo” di Trento.